# 霍羅多克 (文尼察州)
霍羅多克 （羅馬化：Horodok，發音：[ɦɔrɔˈdɔk] ⓘ）是烏克蘭西南部文尼察州海辛區达希夫市镇内的村落，始建於1612年，面積3.85平方公里，海拔高度200米，2001年人口1,267，人口密度每平方公里329.09人。